# می میچ
می میچ یک منطقهٔ مسکونی در ایران است که در دهستان مسکون واقع شده‌است.